# Sport in Nordrhein-Westfalen

Sportland NRW

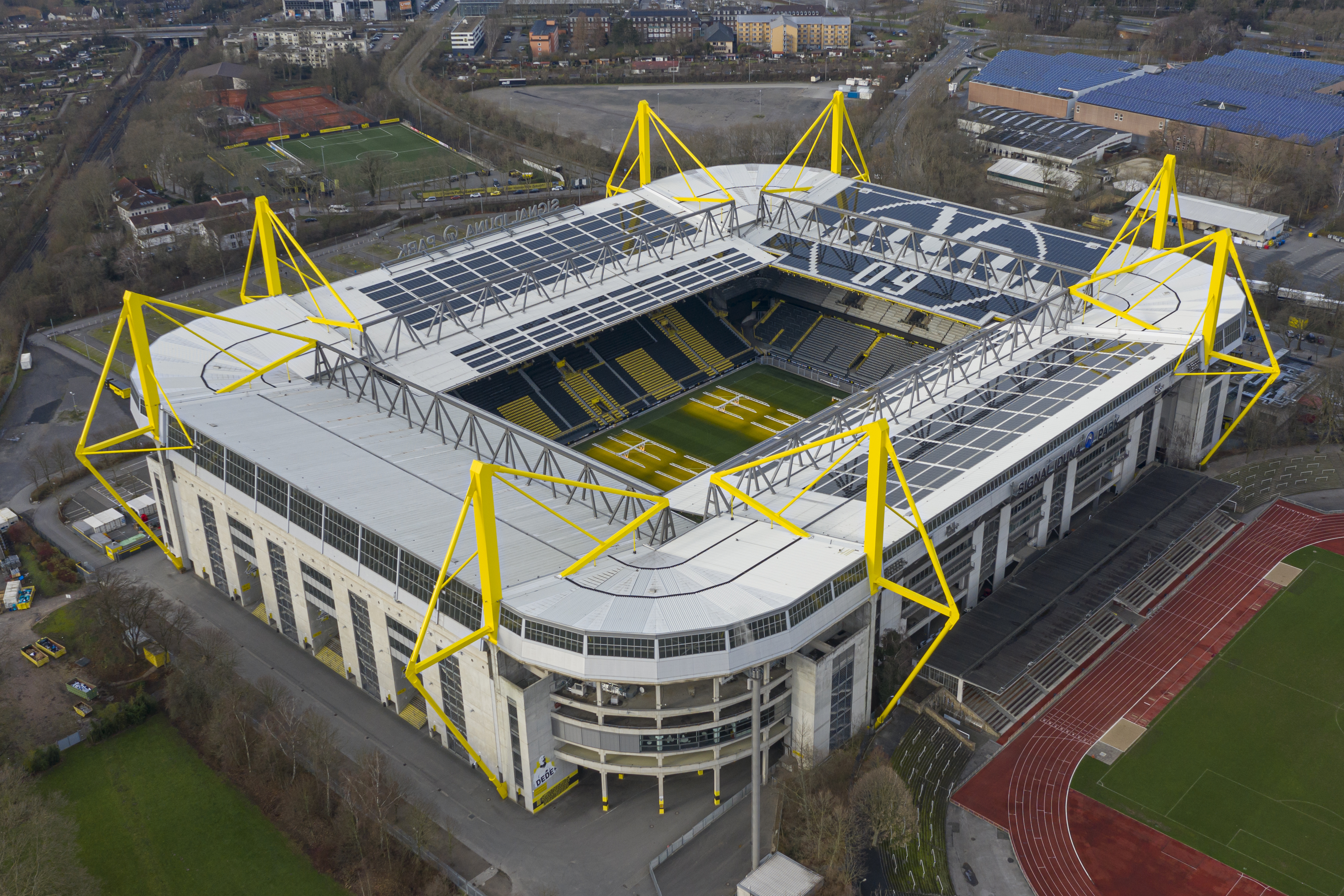
Das Westfalenstadion in Dortmund ist das größte Stadion Deutschlands und Austragungsort der Heimspiele von Borussia Dortmund

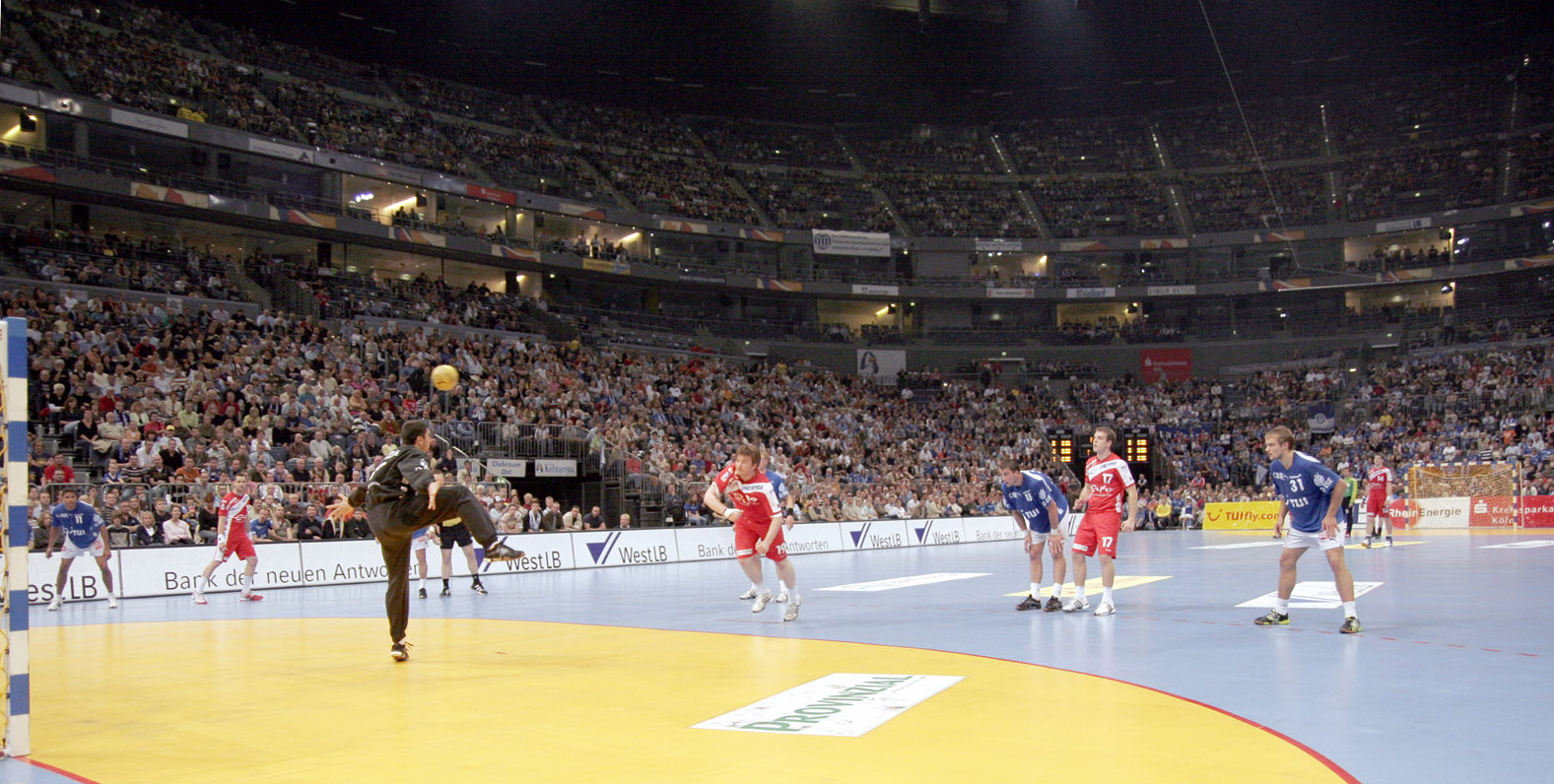
Die Lanxess Arena ist Austragungsort einiger Heimspiele der Köln 99ers und der Kölner Haie.

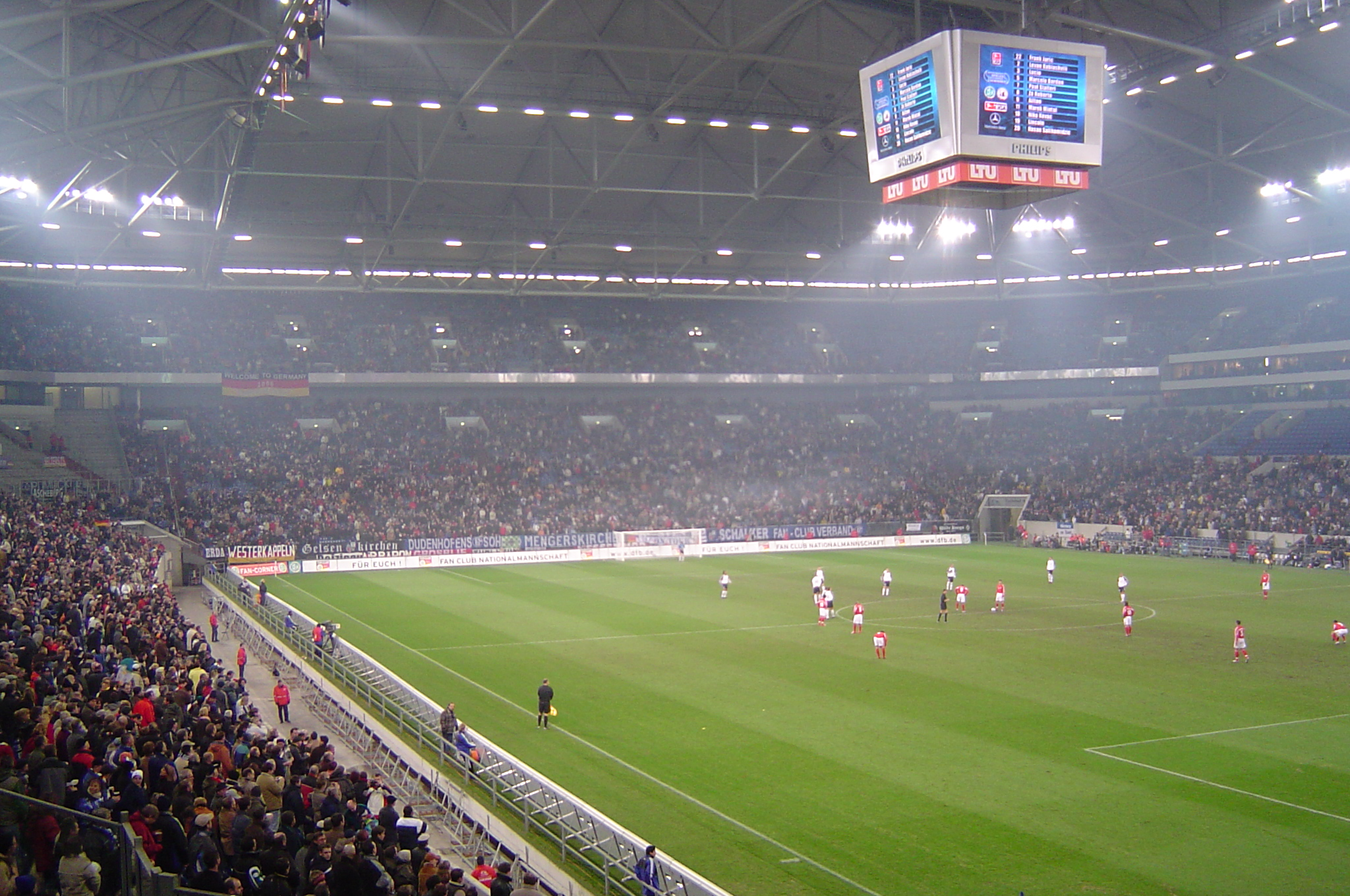
Die Veltins-Arena in Gelsenkirchen ist noch vor der Merkur Spiel-Arena in Düsseldorf das größte vollüberdachte Stadion des Landes.

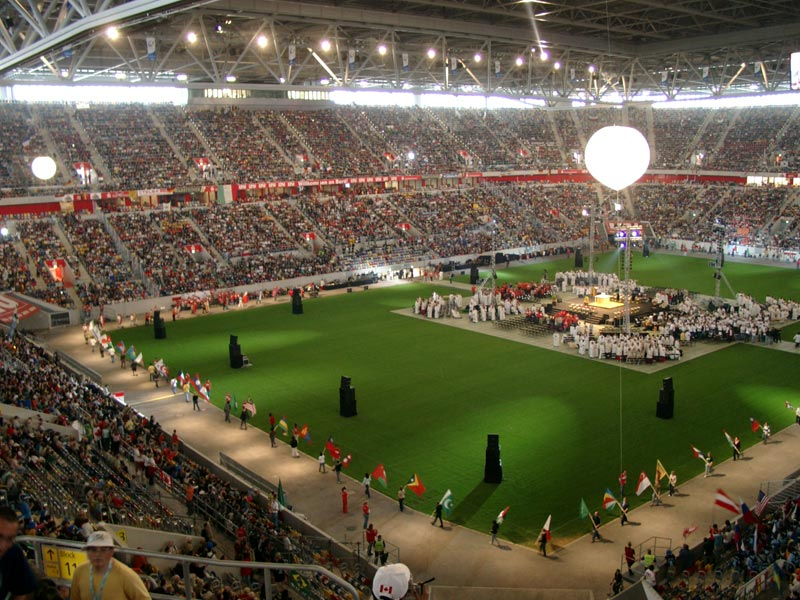
Die Merkur Spiel-Arena in Düsseldorf zählt mit dem verschließbaren Dach und der fortschrittlichen Klimatechnik zu den modernsten Multifunktionsarenen der Welt.

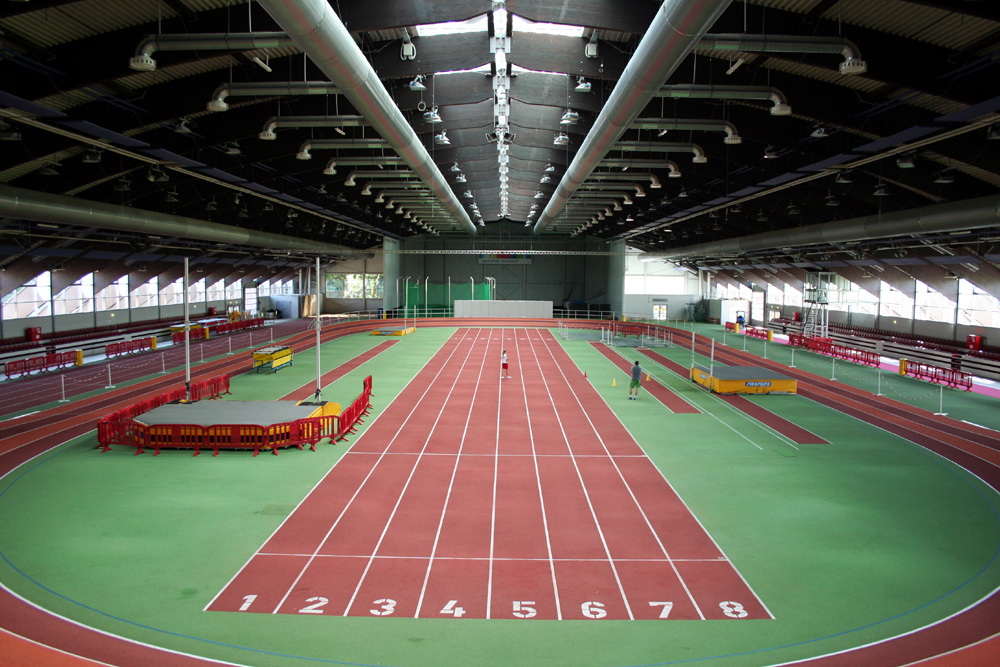
Die Leichtathletikhalle im Arena-Sportpark in Düsseldorf

Der Sport in Nordrhein-Westfalen wird vor allem durch den Fußball geprägt. Nicht nur alleine durch die Größe und Bevölkerungsdichte Nordrhein-Westfalens zu erklären, weist die Region Rhein-Ruhr eine besonders hohe Dichte erfolgreicher Fußballvereine auf. Zur Tradition der Bergarbeiter im Revier zählte immer auch der Fußball. In der Fußball-Bundesliga ist Nordrhein-Westfalen gemessen an der Einwohnerzahl meist überrepräsentiert. Neben dem Fußball werden in Nordrhein-Westfalen aber auch viele andere Sportarten betrieben. Besonders viele Zuschauer ziehen dabei der Handball, Eishockey und Basketball an.

## Fußball
In sportlicher Hinsicht ist die Fußballtradition Nordrhein-Westfalens hervorzuheben. Die bekanntesten nordrhein-westfälischen Fußballvereine sind Alemannia Aachen, Arminia Bielefeld, SC Paderborn 07, VfL Bochum, SG Wattenscheid 09, Bonner SC, Borussia Dortmund, Fortuna Düsseldorf, MSV Duisburg, Rot-Weiss Essen, FC Schalke 04, 1. FC Köln, Bayer 04 Leverkusen, Borussia Mönchengladbach, Preußen Münster, Rot-Weiß Oberhausen, KFC Uerdingen 05, SC Velbert und der Wuppertaler SV. Die erfolgreichsten Vereine aus Nordrhein-Westfalen im Frauenfußball sind die SGS Essen, Bayer 04 Leverkusen, MSV Duisburg, TSV Siegen (jetzt Sportfreunde Siegen), SG Wattenscheid 09, 1. FC Köln, SV Bergisch Gladbach 09 und die ehemaligen Vereine FCR 2001 Duisburg und FFC Heike Rheine.

## Eishockey
Eishockey ist in Nordrhein-Westfalen ebenfalls sehr populär. Die Düsseldorfer EG, die Kölner Haie sowie die Iserlohn Roosters spielen in der höchsten deutschen Spielklasse, der DEL. 
Die Krefeld Pinguine sind seit der Saison 2022/23 in der 2. Eishockey-Bundesliga, der DEL2 vertreten. Hinzu kommen diverse Vereine in der Ober- und Regionalliga.

## Basketball
Im Spitzenfeld der Basketball-Bundesliga bewegen sich seit einigen Jahren regelmäßig die Telekom Baskets Bonn, Bayer Giants Leverkusen und die Köln 99ers. Seit der Saison 2006/07 zählen auch die Paderborn Baskets zu den Erstligamannschaften. Rekordmeister Bayer Giants Leverkusen trat ab der Saison 2008/2009 mit einem Basketball-Bundesliga-Team in Düsseldorf als Giants Düsseldorf an. Die Köln 99ers haben keine Lizenz für die Basketball-Bundesliga erhalten.

## Handball
Insbesondere Ostwestfalen-Lippe und das Bergische Land sind Standort mehrerer Handball-Hochburgen. In der Handballbundesliga spielen 2015/16 der VfL Gummersbach, Bergischer HC, TBV Lemgo und der TuS N-Lübbecke. In der zweiten Handball-Liga sind außerdem der GWD Minden, TUSEM Essen, TV Emsdetten,  und ASV Hamm-Westfalen vertreten.

## Weitere Sportarten
Die Leichtathletikvereine gehören zu den erfolgreichsten Deutschlands. In der DLV-Vereinsrangliste belegt der TSV Bayer 04 Leverkusen den ersten Platz. Weitere Vereine aus NRW, wie TV Wattenscheid 01 Leichtathletik, LG Olympia Dortmund, SC Bayer 05 Uerdingen und TSV Bayer Dormagen (als LAV Bayer Uerdingen/Dormagen) und LT DSHS Köln sind regelmäßig auf den vorderen Plätzen vertreten.
Zu den bekannten Volleyballvereinen gehören SWD Powervolleys Düren, der Moerser SC und die mittlerweile ausgelösten A!B!C Titans Berg. Land (vormals zugehörig zum SV Bayer Wuppertal) bei den Herren und der USC Münster sowie der TSV Bayer 04 Leverkusen bei den Damen. Ein Mekka des Reitsports bildet der CHIO Aachen. Ein bedeutendes Reitturnier im Landesteil Westfalen ist das Balve Optimum.
Beliebte Tennisturniere sind die Gerry Weber Open in Halle (Westf.) und ehemals der Düsseldorfer World Team Cup. Im Faustball errang die Damen-Mannschaft des TV Voerde den Weltpokal 2001. Borussia Düsseldorf ist der erfolgreichste deutsche Tischtennisverein der letzten Jahrzehnte. Im Badminton spielte der FC Langenfeld recht erfolgreich. Beim Rudern hat der RTHC Bayer Leverkusen mit Stephan Volkert einen mehrmaligen Olympiasieger in seinen Reihen. Beim Hockey sind die Herren des Crefelder HTC sowohl amtierender Hallenhockey-Meister als auch Europacup-Sieger.
Mit dem Hammer SC 2008 stellt NRW auch eine der erfolgreichsten deutschen Faustballmannschaften. Der Verein erreichte fünf deutsche Feld- und 11 deutsche Hallen-Faustballmeisterschaften der Herren, die Damen erreichten eine deutsche Meisterschaft auf dem Feld.
In der Festhalle Viersen findet die jährliche Billard-Weltmeisterschaft Dreiband statt. Der Billard Sportverein Wuppertal 1929 ist die erfolgreichste deutsche Snooker-Mannschaft. Von den 1950er- bis zum Ende der 1970er-Jahre dominierte der SC Rote Erde Hamm die Wasserball-Bundesliga und wurde 11 Mal Deutscher Meister und 4 Mal Pokalsieger. Hinzu kamen zahlreiche Vizemeisterschaften seit den 1980er-Jahren. Der RSC Cronenberg (Wuppertal) zählt zu den besten deutschen Rollhockey-Mannschaften.
Auch Motorsport gab und gibt es in Nordrhein-Westfalen: jährlich an Christi Himmelfahrt auf dem Westfalen-Ring in Lüdinghausen das Internationale Motorrad-Grasbahnrennen. WM- und EM Läufe zur Langbahn-WM auch in Bielefeld und in Harsewinkel.
Am 13. Oktober 2007 fand in der Veltins-Arena in Gelsenkirchen im Rahmen der Speedway-Einzelweltmeisterschaft der Speedway-WM Grand Prix von Deutschland statt.
In der Saison 2023/24 spielen der SV Mülheim-Nord und der zwölffache deutsche Meister Schachgesellschaft Solingen in der Schachbundesliga. Die Düsseldorfer SG (heute Düsseldorfer SK 1914/25) gewann 1955 und 1960 die deutsche Meisterschaft, der langjährige Bundesligist SG Porz ist achtmaliger Deutscher Meister.
Der Kölner E-Sport-Clan n!faculty gründete am 6. August 2008 das weltweit erste E-Sport-Vereinsheim in Köln. Mit SK Gaming, ESC Gaming, Planetkey Dynamics bestehen weitere erfolgreiche E-Sport Teams. Auch der mittlerweile aufgelöste Clan Ocrana hatte seinen Hauptsitz in Nordrhein-Westfalen.

## Sportstätten
Das größte Fußballstadion des Landes und gleichzeitig Deutschlands ist mit über 80.000 Plätzen das Westfalenstadion in Dortmund, der vor allem unter seinem Traditionsnamen Westfalenstadion bekannt ist. Die rund 62.000 Zuschauer fassende Veltins-Arena in Gelsenkirchen weist eine vollständige überdachte Tribüne und Spielfläche auf. Größte „Sporthalle“ ist die Lanxess-Arena in Köln mit einem Fassungsvermögen von maximal rund 20.000 Zuschauern.